# Valeri Flioustikov
Valeri Ivanovitch Flioustikov (en russe : Валерий Иванович Флюстиков) est un officier russe avec le grade de major-général. Depuis 2018, il commande les forces d'opérations spéciales russes, succédant à Alexandre Matovnikov.
En avril 2022, Flioustikov est ajouté à la liste de sanctions du gouvernement britannique, pour son rôle dans l'invasion russe de l'Ukraine,.